# Avion laboratoire Messier
L'avion laboratoire Messier était un avion expérimental monoplace conçu en France par George Messier pour tester plusieurs innovations technologiques, notamment le train d'atterrissage escamotable.